# هو هاريز
هو هاريز هو اقتصادي وسياسي كندي، ولد في 8 ديسمبر 1921 في كندا، وتوفي في 26 أغسطس 1986. حزبياً، نشط في الحزب الليبرالي الكندي. وقد انتخب عضو مجلس العموم الكندي.